# Vanthra
Vanthra es un grupo musical formado en 2017 por Fernando Ruiz Díaz de Catupecu Machu junto a Charlie Noguera, el trío lo completa Julian Gondell en batería y percusión. Editan su disco homónimo en 2018 por el sello Geiser Discos y Popart Music, con la particularidad de solo lanzarlo en formato vinilo, a su vez lanzan un EP de 5 temas solo en plataformas digitales. La banda se presentó en vivo en Festivales de peso internacional como Cosquín Rock y Vive Latino
En febrero de 2018 graban un show en la bodega Monteviejo en Mendoza (al pie de la Cordillera de los Andes) que formará parte de su primer DVD, el show tuvo muy buenas críticas en la prensa Argentina
En abril del mismo año son convocados a la ceremonia de nominaciones de los Premios Gardel, en un show donde invitaron a participar a artistas como Palo Pandolfo y Marilina Bertoldi

## Historia
Vanthra comienza como una idea de Fernando Ruiz Díaz ante la necesidad de nuevas búsquedas musicales. En el año 2013 empieza a componer las primeras canciones para un nuevo proyecto, aún sin nombre, que decide armar junto a Charlie Noguera (para ese momento mánager de Catupecu Machu). 
A mediados del año 2016 suman a Pape Fioravanti (productor y músico) para incorporar el elemento más característico del sonido del grupo, las percusiones y el bombo legüero. Comienzan a ensayar en el estudio de la casa de Ruiz Díaz y dan forma a las primeras cuatro canciones del grupo. 
En abril de 2017 Catupecu Machu decide entrar en un parate de actividades por tiempo indeterminado y Fernando se aboca íntegramente a su nuevo proyecto. En agosto llevan 11 canciones terminadas a grabar al estudio Sonoramica en Traslasierra, Córdoba
En septiembre del mismo año, concluyen la mezcla y el mastering del disco junto a Mariano Bilinkis. 
Deciden guardar el disco y salir con una propuesta renovadora, la banda solo podrá conocerse a través de sus shows en vivo en el circuito del under de Buenos Aires y adelantan un primer corte de difusión llamado "Canción Sola" que enero de 2018 estrena su videoclip, protagonizado por Lila Ruiz Díaz (Hija de Fernando) y un grupo de Albinos. El video se vuelve un éxito inmediato llegando rápidamente a más de 300.000 reproducciones en YouTube
Durante los últimos días de febrero se presentan dos días consecutivos en Valle de Uco, Mendoza en la terraza de la flamante Bodega Monteviejo donde tocan su disco completo y lo graban en video para editar a futuro un DVD de la etapa "Solo en Vivo"
El 27 de abril lanzan oficialmente su disco en formato vinilo, siendo el único formato del disco completo disponible en ese momento. Ese mismo día estrenan un EP titulado "Capítulo 1" con 5 temas de su disco, exclusivamente para las plataformas digitales de música. 
En octubre de 2018 finalmente lanzan su primer disco homónimo Vanthra con 11 temas, acompañado del DVD "Vanthra en Monteviejo" grabado en vivo en la cordillera de los andes en la terraza de la Bodega Monteviejo en Valle de Uco, Mendoza.
A principios de 2019 graban una versión de "Ella vendrá", canción de los años 80 compuesta por Palo Pandolfo en su banda Don Cornelio y La Zona. La canción surge a raíz de una invitación a Vanthra a tocar en los 20 años de los Premios Gardel, donde ejecutaron este tema junto a Palo Pandolfo. La canción fue un éxito radial y tuvo su videoclip donde participa Florencia Aracama, bailarina y performer del Cirque Du Soleil de Soda Stereo "Séptimo Día"

## Discografía
Discos de estudio y EP
- Vanthra (2018)
- Capítulo I EP (2018)
- Bailan los Diablos (2019)

Sencillos
- "Canción Sola" (2017)
- "El Desierto de Dios" (2018)
- "Voz del Mar" (2018)
- "Ella Vendrá" (2019)
- "Más y Más" (2019)